# Erasmus+
Erasmus+ é o programa da Comissão Europeia para a educação, a formação, a juventude e o desporto para o período 2014–2020, sucedendo ao anterior Programa de Aprendizagem ao Longo da Vida (2007–2014). Enquanto programa integrado, o Erasmus+ oferece mais oportunidades de mobilidade para os alunos, os professores e os praticantes de desporto escolar e universitário e a cooperação entre os setores da educação, da formação e da juventude e é mais acessível do que os seus antecessores, com regras de financiamento simplificadas e uma estrutura para agilizar a administração do programa.

## Introdução
O programa está aberto a estudantes, aprendizes, professores, palestrantes, jovens, voluntários, jovens trabalhadores e praticantes de desporto escolar e universitário. Cerca de dois terços do orçamento são alocados a oportunidades de aprendizagem no estrangeiro para indivíduos, dentro da UE e para além dela; o remanescente apoia parcerias entre instituições de educação, organizações juvenis, empresas e autoridades locais e regionais, bem como reformas para modernizar os sistemas de educação, da formação, da juventude e do desporto.

## Ações específicas
Para ajudar os participantes e os beneficiários dos anteriores programas a orientarem-se no Erasmus+, para fins de comunicação e difusão, podem-se utilizar os nomes seguintes para as ações dirigidas a um setor específico, para além do nome «Erasmus+» comum a todas elas:
- «Erasmus+: Comenius», para atividades do programa pertencentes exclusivamente ao âmbito da educação básica e secundária;
- «Erasmus+: Erasmus», para atividades do programa pertencentes exclusivamente ao âmbito da educação superior e centradas nos países do programa;
- «Erasmus+: Erasmus Mundus», para Diplomas conjuntos de mestrado Erasmus Mundus;
- «Erasmus+: Leonardo da Vinci», nas atividades do programa pertencentes exclusivamente ao âmbito da formação profissional;
- «Erasmus+: Grundtvig», nas atividades do programa pertencentes exclusivamente ao âmbito da educação de adultos;
- «Erasmus+: Juventude em Ação», nas atividades do programa pertencentes exclusivamente ao domínio da aprendizagem não-formal e informal dos jovens;
- «Erasmus+: Jean Monnet», nas atividades do programa pertencentes exclusivamente ao âmbito dos estudos sobre a União Europeia;
- «Erasmus+: Desporto», nas atividades do programa pertencentes exclusivamente ao âmbito do desporto escolar e universitário.

## Missão
O programa Erasmus+ é um instrumento efetivo da estratégia Europa 2020 para favorecer o crescimento, o emprego, a equidade social e a inclusão e os objetivos do quadro estratégico da «Educação e Formação 2020».
Erasmus+ concentra-se na promoção do desenvolvimento sustentável dos países parceiros no domínio da educação superior e na concretização dos objetivos definidos da estratégia da União Europeia em favor da juventude.
O programa mete em evidência os seguintes objetivos:
- Reduzir o desemprego, especialmente entre os jovens;
- Promover a educação de adultos, especialmente no domínio das novas competências e das competências procuradas no mercado de trabalho;
- Encorajar os jovens a participarem na vida democrática na Europa;
- Apoiar a inovação, a cooperação e as reformas;
- Reduzir o abandono escolar
- Promover a cooperação e a mobilidade com os países parceiros da União Europeia.